# Fano (milice)
 (août 2023).
La mise en forme du texte ne suit pas les recommandations de Wikipédia : il faut le « wikifier ».
Les points d'amélioration suivants sont les cas les plus fréquents. Le détail des points à revoir est peut-être précisé sur la page de discussion.
- Les titres sont pré-formatés par le logiciel. Ils ne sont ni en capitales, ni en gras.
- Le texte ne doit pas être écrit en capitales (les noms de famille non plus), ni en gras, ni en italique, ni en « petit »…
- Le gras n'est utilisé que pour surligner le titre de l'article dans l'introduction, une seule fois.
- L'italique est rarement utilisé : mots en langue étrangère, titres d'œuvres, noms de bateaux, etc.
- Les citations ne sont pas en italique mais en corps de texte normal. Elles sont entourées par des guillemets français : « et ».
- Les listes à puces sont à éviter, des paragraphes rédigés étant largement préférés. Les tableaux sont à réserver à la présentation de données structurées (résultats, etc.).
- Les appels de note de bas de page (petits chiffres en exposant, introduits par l'outil «  Source ») sont à placer entre la fin de phrase et le point final[comme ça].
- Les liens internes (vers d'autres articles de Wikipédia) sont à choisir avec parcimonie. Créez des liens vers des articles approfondissant le sujet. Les termes génériques sans rapport avec le sujet sont à éviter, ainsi que les répétitions de liens vers un même terme.
- Les liens externes sont à placer uniquement dans une section « Liens externes », à la fin de l'article. Ces liens sont à choisir avec parcimonie suivant les règles définies. Si un lien sert de source à l'article, son insertion dans le texte est à faire par les notes de bas de page.
- La présentation des références doit suivre les conventions bibliographiques. Il est recommandé d'utiliser les modèles {{Ouvrage}}, {{Chapitre}}, {{Article}}, {{Lien web}} et/ou {{Bibliographie}}. Le mode d'édition visuel peut mettre en forme automatiquement les références.
- Insérer une infobox (cadre d'informations à droite) n'est pas obligatoire pour parachever la mise en page.

Pour une aide détaillée, merci de consulter Aide:Wikification.
Si vous pensez que ces points ont été résolus, vous pouvez retirer ce bandeau et améliorer la mise en forme d'un autre article.
Pour les articles homonymes, voir Fano.
Fano (en amharique : ፋኖ [fanːo]), aussi appelée FANO ou Fanno, est une milice nationaliste et irrédentiste Amhara créée dans les années 2010. Cette dernière revendique notamment l'annexion de plusieurs territoires à la région Amhara, notamment la zone de Metekel actuellement située dans le Benishangul-Gumuz, la zone de Mi'irabawi dans le Tigré, ou encore de la woreda de Dera en Oromia. La milice a connu une importante montée en puissance pendant la guerre du Tigré durant laquelle, voyant l'opportunité d'annexer la zone de Mi'irabawi à la région Amhara, elle a soutenu militairement les forces fédérales éthiopiennes dans leur guerre contre les rebelles du Front de libération du peuple du Tigré (FLPT).

## Histoire
La milice Fano est créée dans les années 2010. Elle puise son origine dans la contestation de la population Amhara à l'encontre du gouvernement central dominé par les tigréens du FLPT (alors majoritaire au sein du Front démocratique révolutionnaire du peuple éthiopien) qui a dominé la politique éthiopienne de 1991 à 2018 grâce à un système à parti unique. À partir de 2015, le système instauré par le FLPT au lendemain des guerres civiles éthiopiennes prend fin sous la pression des différentes ethnies éthiopiennes qui vivent de plus en plus mal la domination tigréenne sur la vie politique du pays. La population Amhara et la milice Fano participent massivement à ce mouvement de contestation qui aboutit finalement à la fin de la domination tigréenne et à l'arrivée en 2018 de Abiy Ahmed (Oromo par son père et Amhara par sa mère) au pouvoir.

## Perception
Fano est perçu par différents médias et groupes de défense des droits humains comme un groupe de protestation ou une milice. En octobre 2020, l' Organisation pour la Paix Mondiale a décrit Fano  comme un «groupe de jeunes justiciers amhara» qui se considère comme garant de la loi et l'ordre en substitution au gouvernement jugé incapable de les garantir. La milice Fano a acquis une popularité considérable auprès des Amharas, notamment avec sa mobilisation contre l'invasion du FLPT de la région Amhara en 2021, ainsi que, de manière plus générale, par ses efforts pour protéger les intérêts des Amharas en Éthiopie. Cependant la violence que cette milice emploi pour parvenir à ses fins lui vaut d'être qualifiée par ses détracteurs de « neftenya ». (pp17, 52)

## Structure et commandement
Au 23 avril 2020, le chef de Fano était Mesafint Tesfa, selon l'agence de presse Borkena. Cependant la structure de commandement de Fano reste très mal connue. Al-Jazeera décrit Fano comme une "milice à temps partiel, recrutant des volontaires parmi la population locale [amhara]".

## Activités paramilitaires et accusations de massacres
La milice Fano est connue pour ses nombreux actes violents commis notamment dans le but de défendre les populations Amharas, parfois persécutées en dehors de la région Amhara. En janvier 2019, d'après Amnesty International, la milice à notamment été impliqué dans des affrontements contre des civils Kimants à Metemma dans la région Amhara. Au cours ces combats, 58 personnes auraient perdus la vie. Les violences ne sont arrêtées qu'avec l'intervention des Forces de défense nationale éthiopiennes.
Le 19 mars 2020, à Gondar et Dabat, des affrontements ont eu lieu entre les forces de sécurité régionales et fédérales et des jeunes amharas appartenant à la milice Fano d'après Andafta Media.
Le 28 mars 2020, le président de Fano à l'époque, Solomon Atanaw, déclare à propos de ces affrontements, que ce sont les forces de sécurité régionales et fédérales qui ont attaqué les miliciens de Fano. Ce dernier a ajouté que les membres du groupe étaient menacés de mort par les autorités. La ville de Gondar a de son côté déclaré que durant les affrontements des membres de Fano avaient tué et kidnappé des personnes, libéré des prisonniers et volé des armes dans des postes de police. Elle a donc appelé le groupe à se désarmer et à se rendre immédiatement. Atanaw a déclaré que Fano ne se désarmerait pas tant que ses demandes concernant la cession à la région Amhara des territoires revendiqués par le groupe n'auraient pas été satisfaites par le gouvernement fédéral. Ce dernier à même affirmé que Fano avait contribué à la paix en empêchant une attaque antigouvernementale par des extrémistes de l'ethnie Kimant.
Finalement le 23 avril 2020, un accord entre Fano et le gouvernement éthiopien est conclu. Le groupe s'engage donc à cesser ses activités militaires.

## Implication dans la guerre du Tigré
À partir d'octobre 2021, dans le cadre de la Guerre du Tigré, les Fano soutiennent militairement l'armée éthiopienne, qui après avoir subi une série de très lourdes défaites en territoire tigréen est dans l'incapacité d'empêcher l'offensive du FLPT en territoire Amhara.

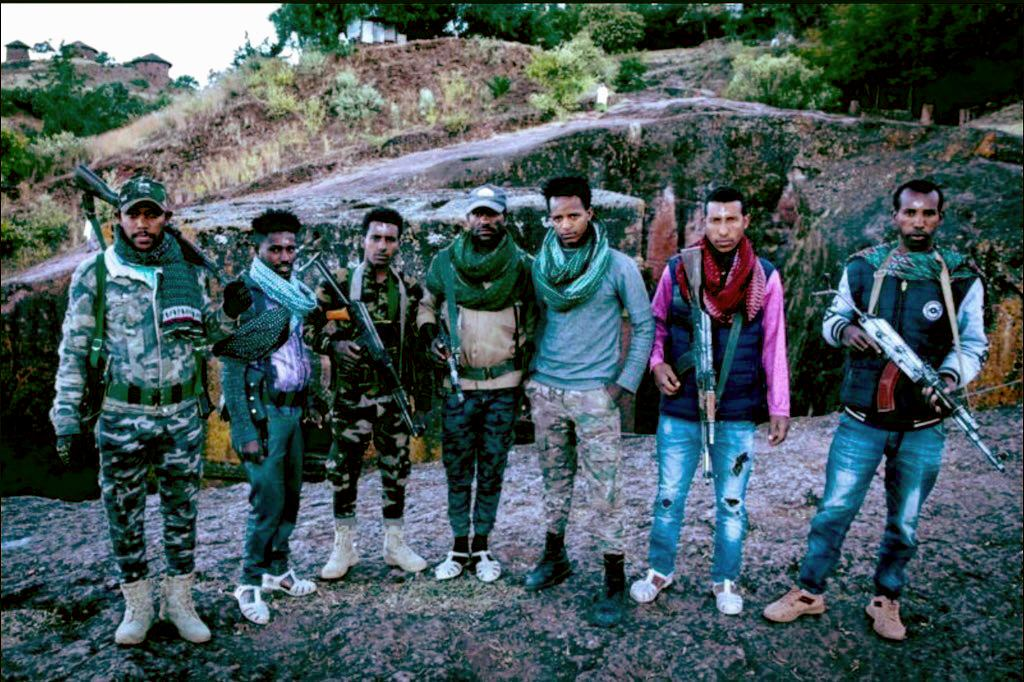
Des combattants Fano à Lalibela après avoir repris la ville aux troupes tigréennes.

Durant la guerre du Tigré, des témoignages relatent des violences ethniques commis par les Fano avec parfois le soutien de l'armée éthiopienne. Un réfugié tigréen interrogé par The Guardian, a notamment déclaré avoir été battu par les forces de sécurité fédérales "jusqu'à ce qu'il soit couvert de sang et ne puisse plus marcher". Il aurait finalement été transféré à un groupe Fano, qui l'a autorisé à partir. Ce même réfugié dit que les Fano ont reçu pour ordres de détruire le village d'Huméra, situé au Nord-Ouest du Tigré et de « finir les Tigréens ». De manière générale, les violences ethniques commises par les Fano, l'armée éthiopienne ou par d'autres milices semblent avoir été courantes au Tigré.

## Affrontements avec l'armée éthiopienne

### Montée des tensions
Le 19 mai 2022, des affrontements ont éclaté entre l'armée éthiopienne et les Fano dans la ville de Mota. La cause de ces combats seraient une tentative de désarmement et d'arrestation de membres locaux de la milice par les forces gouvernementales,. Une manifestation dans le ville en protestation à ces arrestations aurait également eu lieu le même jours. Les forces gouvernementales auraient tiré dans la foule entrainant un nombre inconnu de victimes. Le 23 mai 2022, les médias d'État locaux ont rapporté que plus de 4000 personnes avaient été arrêtées dans la région d'Amhara. Les autorités régionales Amhara alignées sur le Parti de la prospérité ont déclaré qu'elles ne ciblaient pas Fano mais des individus qui avaient commis des actes illégaux au nom de Fano,.

### Révolte ouverte contre le gouvernement fédéral
Le 1er août 2023, des combats entre les Fano et l'armée éthiopienne éclatent dans toute la région Amhara, notamment dans les villes de Debre Tabor, Kobo et Gondar qui comptent parmi les villes les plus peuplées de la région. À la télévision d'État EBC, le colonel Getnete, porte-parole des Forces de Défense Nationale Ethiopiennes, a averti que l'armée prendrait des mesures si Fano continuait de « perturber la paix du pays ». Le 4 aout, en réponse à l'escalade des problèmes sécuritaires dans la région Amhara, le gouvernement éthiopien a déclaré l'état d'urgence. Cela lui permet d'interdire les rassemblements publics, procéder à des arrestations sans mandat et mettre en place un couvre-feu.